# Torneo de Estoril 2008
El Torneo de Estoril 2008 fue un evento de tenis disputado sobre tierra batida. Fue la edición nº19 del torneo, y formó parte de los eventos de categoría International Series del ATP Tour 2008, y un evento de la serie Tier IV del WTA Tour 2008. Tanto el torneo masculino como el femenino se celebraron en Oeiras, Portugal, desde el 14 de abril hasta el 20 de abril de 2008.
El hombre más fuerte en el cuadro era el número 1 del mundo Roger Federer, seguido del segundo cabeza de serie y n.º 4 del mundo Nikolay Davydenko, ganador en el Masters de Miammi 2008. También estaban presentes Ivo Karlović, Jarkko Nieminen y Gilles Simon. Sin embargo no estuvieron el anterior campeón Novak Djokovic ni Richard Gasquet, al que Djokovic venció en la final.

## Campeones

### Individuales Masculino
Roger Federer vence a  Nikolay Davydenko 7–6(5), 1–2 retirado
- Fue el primer título de Roger en la temporada, y el 54.º de su carrera.

### Individuales Femenino
Maria Kirilenko vence a  Iveta Benešová 6–4, 6–2
- Fue su primer título de la temporada, y el tercero de su carrera.

### Dobles Masculino
Jeff Coetzee /  Wesley Moodie vencen a  Jamie Murray /  Kevin Ullyett 6–2, 4–6, 10–8

### Dobles Femenino
Maria Kirilenko /  Flavia Pennetta vencen a  Mervana Jugic-Salkic /  Ipek Senoglu 6–4, 6–4